# عبدالعزیز الظفیری
عبدالعزیز الظفیری (انگلیسی: Abdulaziz Al-Dhefiri؛ زادهٔ ۲۹ اوت ۱۹۹۰) یک ورزشکار اهل عربستان سعودی است.
از باشگاه‌هایی که در آن بازی کرده‌است می‌توان به باشگاه فوتبال التعاون عربستان سعودی اشاره کرد.